# 개사곡
개사곡(改詞曲)은 노래의 가사를 바꿔 부르는 행위를 말한다.
1970년대 이후 대한민국의 민주화 운동 과정에서 흔히 불렸다. 이 경우 잘 알려져 있는 노래의 가사를 풍자적이거나 비판적인 내용으로 바꾸어 집회 및 시위를 통해 부르는 것이다.
운동가요 대용의 개사곡은 1980년부터 1990년대까지 유행했다. 직업적으로 민중가요를 작곡하는 사람과 노래를 불러줄 노래패가 아직 등장하기 전이거나 다양성이 부족하던 때라, 비전문가가 자신들의 정서를 쉽게 담고 표현하기 위해 노가바를 선택했다는 해석이 있다.
1970년대에 구전가요의 가사를 바꾸어 널리 알려진 〈아! 미운 사람〉, 정수라의 대중가요 〈아! 대한민국〉에 "돈 있으면, 돈 있으면"이라는 조소적인 후렴구를 끼워넣어 바꾸어 부른 노래 등이 유명하다. 혜은이의 동요 〈파란 나라〉는 "빨간 나라를 보았니"로 시작하는 이념적 가사로 개사되어 불리기도 했다.
민주화운동기념사업회가 2007년 펴낸 민중가요 모음집 《노래는 멀리멀리》에 개사곡 134곡이 실려 있다. 수록곡은 청소년 드라마인 《고교생 일기》의 주제가를 시위 대학생의 입장에서 바꿔 부른 노래, 흘러간 트로트곡 〈굳세어라 금순아〉의 가사를 노총각 타령으로 바꿔 부른 노래 등이다. 욕설이 들어가 있는 노래는 욕이 없는 노래로 만들기 위해 욕설을 다른 말로 개사하는 경우도 있다.
최근에는 민주화 운동과 관련 없이 노래의 가사를 어떤 목적에 따라 바꿔 부르는 일반적인 행위를 의미하는 경우가 많다. 수학 교육을 위해 애니메이션 주제가의 가사를 바꾸어 불렀을 때 나, 선거에서 후보자 홍보용으로 쓰이는 로고송이 기존 가락을 차용했을 경우 에도 개사곡으로 지칭한다. 일본과 같은 나라에서는 국가명이나 철도역 이름을 암기하는 목적에서 서양 노래의 곡조는 그대로 두고 가사만 바꾸어 부르는 개사곡도 존재한다. 
한국 학생들이 자주 부르는 개사곡은 생일 축하합니다의 가사를 바꾼 '왜 태어났니?'이다.

## 참고자료
- 김대홍 (2007년 7월 24일). “<고교생 일기>의 노가바 버전은? - 1970-80년대 민중가요 750곡 수록한 <노래는 멀리멀리> 발간”. 오마이뉴스. 2008년 2월 3일에 확인함.
- “[실록 민주화운동] 73. 노래와 운동”. 경향신문. 2004년 10월 17일. 2008년 2월 3일에 확인함. |제목=에 지움 문자가 있음(위치 1) (도움말)
- 김진균 (2003년 1월 21일). 〈노동운동과 노래 (최도은)〉. 《저항 연대 기억의 정치 2》. 서울: 문화과학사. ISBN 9788986598438.